# Pietro de’ Pietri

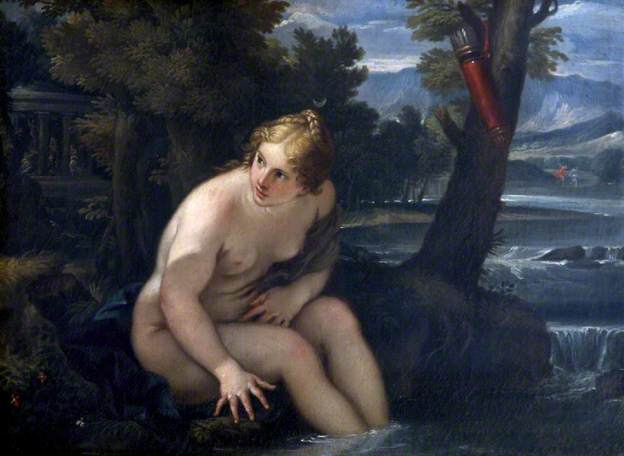
Diane beim Bad

Pietro de’ Pietri (* 1663 in Premia; † 1708, 1716 oder 1721) war ein italienischer Maler des späten Barock und hauptsächlich in Rom tätig.
Pietro de’ Pietri war ein Schüler des Malers Giuseppe Ghezzi, später von Angelo Massarotti, dann assistierte er im Atelier von Carlo Maratta. Auch ist er als Pietro Antonio da Pietri, Pietro dei Pietri und Pietro da Pietri bekannt. Er malte ein Altarbild der Jungfrau mit Heiligen für die Kirche Santa Maria in Via Lata.